# Multioppia jandiae
Multioppia jandiae är en kvalsterart som beskrevs av Pérez-Íñigo och Peña 1996. Multioppia jandiae ingår i släktet Multioppia och familjen Oppiidae. Inga underarter finns listade i Catalogue of Life.